# دهستان نوربوگانگ (پماگاتشل)
دهستان نوربوگانگ (به لاتین: Norbugang Gewog) یک دهستان در کشور بوتان است که در ناحیهٔ پماگاتشل واقع شده‌است.